# Pedrafita do Cebreiro
Pedrafita do Cebreiro – gmina w Hiszpanii, w prowincji Lugo, w Galicji, o powierzchni 104,9 km². W 2011 roku gmina liczyła 1199 mieszkańców.